# Lucjan Tyszecki

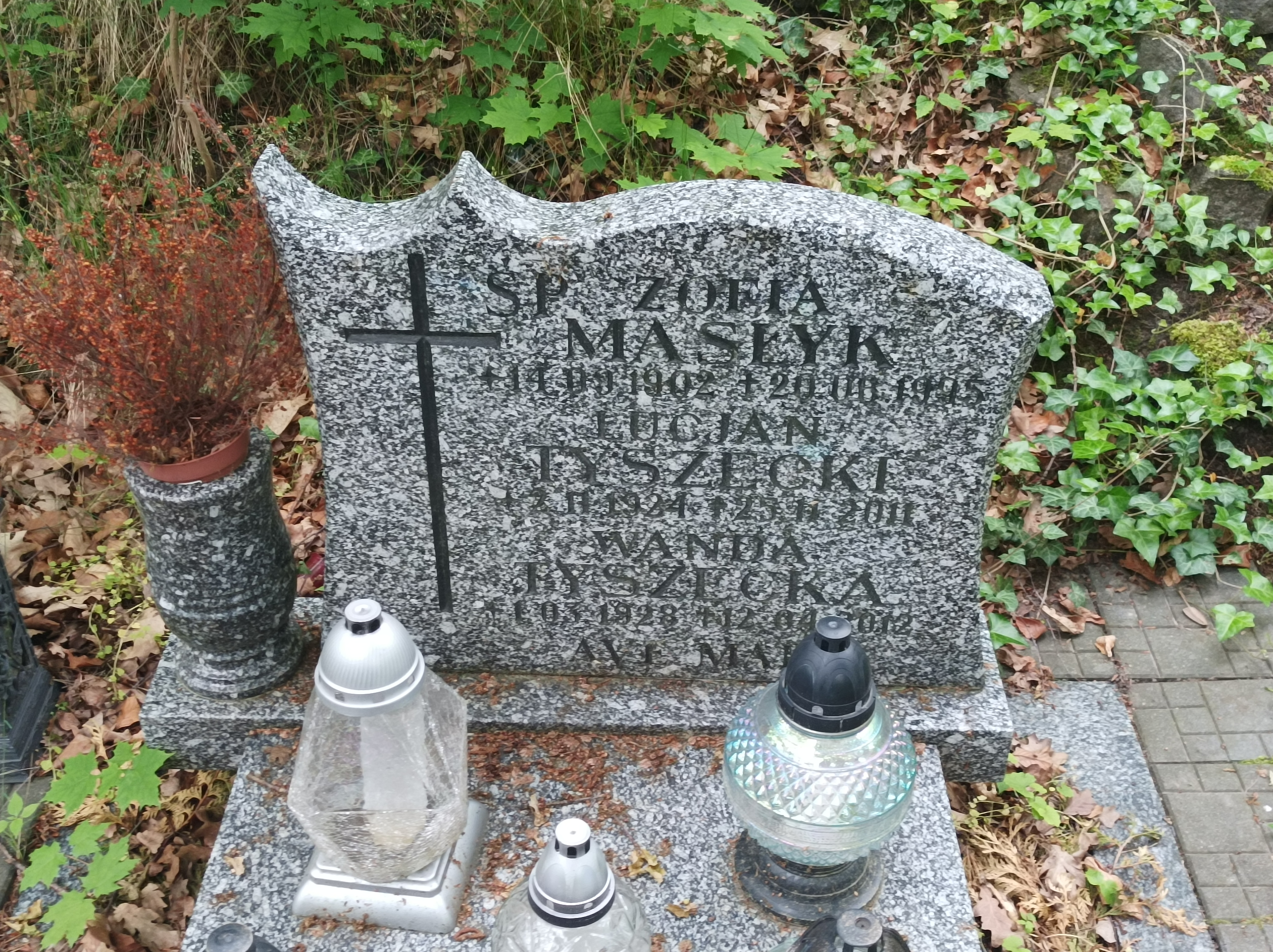
Grób Lucjana Tyszeckiego na cmentarzu Srebrzysko w Gdańsku

Lucjan Tyszecki (ur. 2 listopada 1924, zm. 25 listopada 2011) – polski trener i sędzia siatkarski, trener reprezentacji Polski seniorek, zdobywca brązowego medalu mistrzostw Europy z żeńską reprezentacją Polski (1955).

## Życiorys
Jako grający trener Zrywu Gdańsk wywalczył w 1949 brązowy medal mistrzostw Polski, w mistrzostwach w 1950 w tej samej roli zdobył wicemistrzostwo Polski. W kolejnych latach był trenerem drużyn żeńskich. Z Kolejarzem Gdańsk sięgnął po dwa tytuły mistrza Polski (1953, 1954) i tytuł wicemistrzostwo Polski (1952), ze Startem Gdynia brązowy medal mistrzostw Polski w 1959.
W latach 1954–1955 prowadził równocześnie kobiecą reprezentację Polski, zdobywając brązowe medale na akademickich mistrzostwach świata w 1954 i mistrzostwach Europy w 1955.
Od 1968 do 1981 był sędzią siatkarskim, m.in. na Igrzyskach Olimpijskich w Moskwie (1980). Pochowany został na cmentarzu Srebrzysko w Gdańsku (sektor I, kw. I/3/25a).